# NHL 14
NHL 14 is een ijshockey computerspel, ontwikkeld door EA Canada en uitgegeven door EA Sports. Het is het 23ste spel in de NHL serie en kwam op 10 september 2013 uit in Noord-Amerika en 13 september in de PAL regio. Spelers met een EA Sports season ticket konden het spel al krijgen op 7 september. Het kwam uit op de PlayStation 3 en Xbox 360.

## Cover
Net zoals bij NHL 13 kon iedereen stemmen op welke speler erop de cover kwam. De stemming begon op 22 april 2013 met 60 NHL spelers (2 per team), met een knock-outsysteem van steeds twee spelers. De stemming sloot op 2 juni 2013, met New Jersey Devils' goalie Martin Brodeur en Columbus Blue Jackets' goalie Sergei Bobrovsky als winnaars. Uiteindelijk werd Matrin Brodeur als winnaar uitgeroepen op 28 juni 2013. Het is de eerste keer sinds NHL 97 (John Vanbiesbrouck was het toen) dat er een goalie op de cover stond van een NHL-spel en de eerste keer sinds 2K Sports' NHL 2K6 (Marty Turco) dat er een goalie op een ijshockeyspel stond. NHL 12 had Jonas Hiller als goalie op de cover, maar dat was alleen in de PAL-regio